# Wahlmännerkollegium
Als Wahlmännerkollegium, Wahlleutekollegium oder Wahlkollegium bezeichnet man eine Versammlung, deren Mitglieder, die Wahlmänner, zum Zweck der Wahl eines Amtsträgers zusammentreten.
Beispiele für derartige Gremien:
- Vereinigte Staaten: Das Electoral College wird bei der Präsidentschaftswahl gewählt. Es wählt seinerseits dann den Präsidenten der Vereinigten Staaten.
- Frankreich: Collège électoral (Plural: collèges électoraux) sind regionale Versammlungen, die den französischen Senat wählen.
- Deutschland: Die Bundesversammlung wählt den Bundespräsidenten. Sie besteht zur Hälfte aus den Abgeordneten des Bundestags und zur anderen Hälfte aus von den Volksvertretungen der Bundesländer bestimmten Mitgliedern.

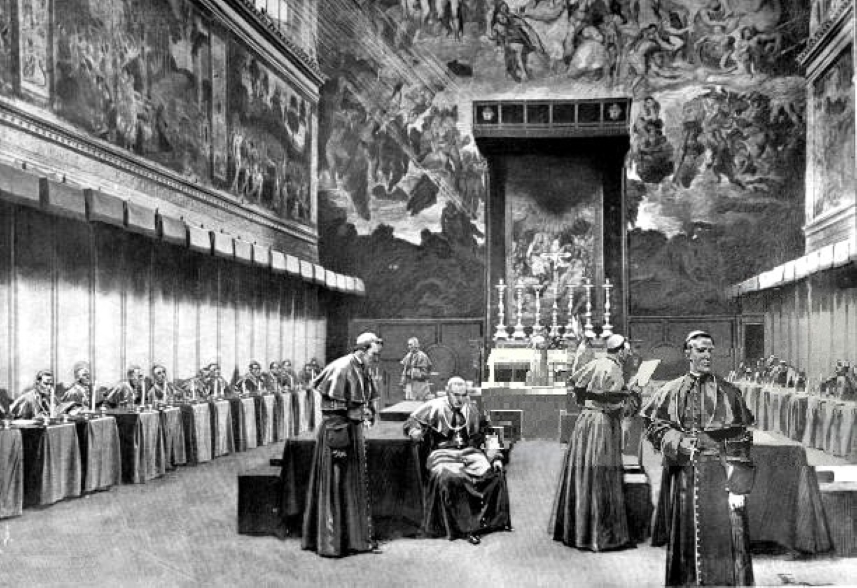
Papstwahl 1903

- Vatikan: Das Konklave ist die Versammlung der Kardinäle der römisch-katholischen Kirche, die den Papst und Bischof von Rom wählt.
- Indien: Das Electoral College wählt den Staatspräsidenten.
- Fidschi: Das Great Council of Chiefs fungiert neben anderen Aufgaben als electoral college für die Wahl des Präsidenten von Fidschi und des Vice-President.
- Niederlande: Die Erste Kammer der Generalstaaten wird von den Mitgliedern des Provinciale Staten im europäischen Teil der Niederlande und auch von den Mitgliedern von vier Wahlmännerkollegien für den Senat gewählt: drei für die drei Inseln in den karibischen Niederlanden und das vierte für Auslandsniederländer.